# Quo primum

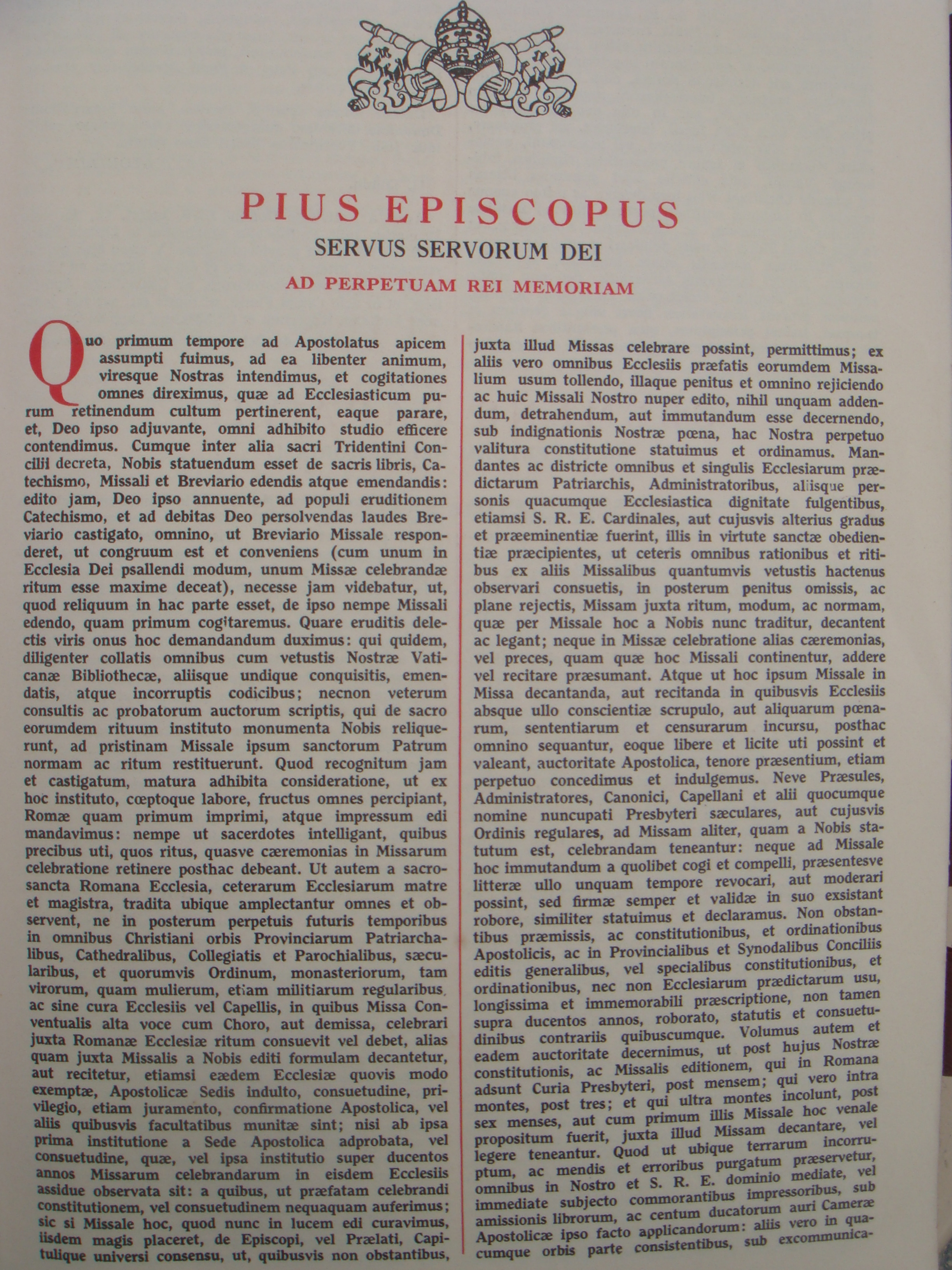
Texte de la bulle Quo primum tempore du pape Pie V dans un Missel romain de 1956.

Quo primum (ou Quo primum tempore), est une bulle pontificale promulguée le 14 juillet 1570 par le pape Pie V. Ce texte a pour objet la publication de ce qui deviendra le missel de référence dans l'Église latine, issu de la réforme liturgique voulue par le concile de Trente. Le pape, en publiant la première édition typique du missel romain, rend celui-ci valide dans tout l'Occident chrétien.

## La bulle
Par la bulle Quo primum tempore, le pape rend obligatoire l'utilisation de ce texte dans toute l'Église latine, en faisant exception uniquement pour les lieux et diocèses où la liturgie eucharistique était célébrée suivant un rite au moins biséculaire. C'est ainsi que, entre autres, le rite ambrosien, le rite mozarabe et le rite cartusien (des monastères des Chartreux) ont pu continuer légalement leurs existences. Ils ne sont d'ailleurs que des variations mineures du rite romain.
Pie V termine la bulle par la formule rituelle :

« Celui qui oserait porter la main contre cette œuvre, qu'il sache encourir la colère du Dieu Tout-Puissant et des bienheureux Apôtres Pierre et Paul. »

## Après la promulgation

### Après Vatican II
Le 3 avril 1969, le pape Paul VI promulgue la constitution apostolique Missale romanum pour officialiser le « nouveau missel romain » de la messe dite « de Paul VI » désormais en usage dans l'Église latine, rendant obsolète le missel romain de 1570. Toutefois, certains fidèles sont demeurés attachés à l'ancien rite. Aussi, en 2007, Benoît XVI en autorisa à nouveau l'usage (bien qu'il n'ait jamais été formellement interdit), sous le nom de forme extraordinaire du rite romain. Cette forme est parfois erronément appelée 'rite tridentin'. Pour l'Église catholique il ne s'agit pas d'un autre rite, mais bien d'une forme exceptionnelle du même rite romain.